# Elaphropus dedulus
Elaphropus dedulus är en skalbaggsart som beskrevs av Thomas Casey. Elaphropus dedulus ingår i släktet Elaphropus och familjen jordlöpare. Inga underarter finns listade i Catalogue of Life.